# 王素毅
王素毅（1961年6月—），蒙古族，内蒙古土默特左旗人。1982年8月参加工作，1986年6月加入中国共产党。山西矿业学院（后并入太原理工大学）地下采煤专业毕业，中共中央党校法理学专业在职研究生学历。
历任内蒙古自治区计划委员会干事、主任科员、副处长、处长、副主任；呼和浩特市委常委、副市长；自治区发展计划委员会副主任、自治区发展和改革委员会副主任；巴彦淖尔盟盟委副书记、盟长，巴彦淖尔市委副书记、市长、市委书记等职。2008年起担任全国人大代表。2010年6月获任中共内蒙古自治区党委常委、统战部部长。2013年6月媒体报道其因涉嫌严重违纪被查。2013年9月4日，中共中央纪委检查部网站公布王素毅因利用职务上的便利，为他人谋取利益，本人或通过其亲属收受巨额财物；收受礼金礼品，构成严重违纪违法，其中收受他人巨额财物问题已涉嫌犯罪,决定给予王素毅开除党籍、开除公职处分；收缴其违纪违法所得；将其涉嫌犯罪问题移送司法机关依法处理。2014年7月17日，北京市第一中级人民法院一审判决，王素毅因受贿1073万元被判处无期徒刑，剥夺政治权利终身，并处没收个人全部财产，他当庭表示认罪并不上诉。2017年8月22日，北京市高级人民法院裁定王素毅由无期徒刑减为有期徒刑20年1个月，刑期至2037年9月8日止。